# Hugo Novoa
Hugo Novoa Ramos (* 24. Januar 2003 in Bertamiráns) ist ein spanischer Fußballspieler. Der überwiegend bei Deportivo La Coruña ausgebildete Stürmer steht aktuell bei Deportivo Alavés unter Vertrag.

## Sportliche Laufbahn

### Vereinskarriere
Novoa spielte in der Jugend des Bertamiráns FC, ehe er im Alter von 10 Jahren zu Deportivo La Coruña wechselte. Zur Saison 2019/20 wechselte der Stürmer zu den B1-Junioren (U17) von RB Leipzig. In der B-Junioren-Bundesliga erzielte er bis zum Saisonabbruch aufgrund der COVID-19-Pandemie in 18 Spielen 5 Tore. Zudem spielte er 2-mal für die A-Junioren (U19) in der UEFA Youth League. Im August 2020 reiste der 17-Jährige mit der Profimannschaft von Julian Nagelsmann zum Finalturnier der Champions League in Lissabon. Dort stand er im Viertelfinale gegen Atlético Madrid und im Halbfinale gegen Paris Saint-Germain jeweils ohne Einsatz im Spieltagskader. Zur Saison 2020/21 rückte Novoa fest zur U19 auf. Er spielte 4-mal in der A-Junioren-Bundesliga, ehe die Spielzeit aufgrund der Corona-Pandemie ab November 2020 nicht mehr fortgesetzt werden konnte. Bei den Profis stand Novoa unter Nagelsmann bei einem Bundesligaspiel und zwei DFB-Pokal-Spielen ohne Einsatz im Spieltagskader.
Zur Saison 2021/22 wurde Novoa vom neuen Cheftrainer Jesse Marsch in den Profikader hochgezogen. Daneben steht er weiterhin im Kader der U19, für die er in dieser Spielzeit letztmals spielberechtigt ist. Nachdem Novoa in der A-Junioren-Bundesliga in 3 Spielen 4 Tore erzielt hatte, debütierte er am 23. Oktober 2021 bei einem 4:1-Sieg gegen die SpVgg Greuther Fürth in der Bundesliga, als er kurz vor dem Spielende eingewechselt wurde und den Treffer zum Endstand erzielte. Mit 18 Jahren, acht Monaten und 29 Tagen wurde er zum jüngsten Bundesligatorschützen von RB.
In der Winterpause der Saison 2022/23 wurde er an den FC Basel verliehen. Anfang September 2023 wurde er für den Rest der Spielzeit in die Niederlande zum Erstligisten FC Utrecht ausgeliehen. Im Januar 2024 wurde er an den FC Villarreal weiterverliehen. Während der Leihe spielte er nur für die 2. Mannschaft von Villarreal in der Segunda División.
Ende Juli 2024 verließ er Leipzig nach drei Leihen und schloss sich Deportivo Alavés an.

### Nationalmannschaft
Novoa lief für diverse Nachwuchsnationalmannschaften Spaniens auf. Zuletzt feierte er im September 2021 sein Debüt in der spanischen U19 unter Trainer Santi Denia.

## Erfolge
- DFB-Pokal-Sieger: 2022